# Andreas Engert (Mediziner)
Andreas Engert (* 29. April 1959 in Braunschweig) ist ein deutscher Internist, Onkologe und Hochschullehrer.

## Werdegang
Andreas Engert studierte nach dem Abitur am Otto-Hahn-Gymnasium in Springe von 1978 bis 1985 Medizin an der Medizinischen Hochschule Hannover und wurde dort zum Dr. med. promoviert. Im Jahr 1986 wechselte er an das Universitätsklinikum Köln, wo er seitdem tätig ist, unterbrochen durch einen Studienaufenhalt am Imperial Cancer Research Fund in London von 1988 bis 1990. 1991 übernahm Engert die Leitung des Labors für Immuntherapie am Uniklinikum Köln, erhielt 1994 die Anerkennung als Facharzt für Innere Medizin und habilitierte sich 1995. Im selben Jahr wurde er zum Oberarzt der Medizinischen Klinik I ernannt. Andreas Engert erhielt 1997 die Anerkennung als Facharzt für Hämatologie/Onkologie und ist seit 2000 Stellvertreter des Klinikdirektors. 2001 wurde er zum Universitätsprofessor der Medizinischen Fakultät auf eine C3-Stelle berufen. Von 2007 bis 2022 leitete Engert die Deutsche Hodgkin Studiengruppe GHSG.

## Schriften (Auswahl)
- Literatur von und über Andreas Engert im Katalog der Deutschen Nationalbibliothek
- Publikationen von Andreas Engert in PubMed

## Ehrungen (Auswahl)
- 1994: Ludwig-Heilmeyer-Medaille in Silber[7]
- 1995: Arthur-Pappenheim-Preis der Deutschen Gesellschaft für Hämatologie und Onkologie
- 2011: AIO-Wissenschaftspreis[8]
- 2012: Ehrendoktor der Universität Belgrad
- 2013: Paul-Martini-Preis[6]